# Palapag
Palapag est une localité de la province de Samar du Nord, aux Philippines. En 2015, elle compte 34 286 habitants.